# 朝倉教景
朝倉 教景（あさくら のりかげ）は室町時代中期の武将である。朝倉氏5代目当主。

## 生涯
教景は越前の守護である斯波氏被官の立場にありながら、室町幕府の命により度々関東に出兵していた。第4代鎌倉公方である足利持氏が永享の乱を引き起こすと、永享10年（1438年）8月、駿河守護今川範忠・甲斐守護武田信重・信濃守護小笠原政康らと共に出兵し、この乱を収めている。さらに結城氏朝・持朝父子が持氏の遺児春王丸・安王丸を擁して結城合戦を引き起こすと、再び関東に出兵した。この結城合戦の際、教景は春王丸・安王丸を生け捕りにする戦功を立てている。
この戦功により、嘉吉元年（1441年）に結城合戦が収まると教景は6代将軍・足利義教から「教」の偏諱を賜り、「教景」と名乗るようになったという（『 朝倉始末記』）。また、『朝倉家記』によれば、この時一緒に「美作守」を拝したとされる（「将軍御感悦有て御諱字を被下、拝美作守依教景と名乗る」）。
早くして亡くなった嫡子・家景に代わり、嫡孫の孝景（英林孝景）を補佐した。寛正4年（1463年）死去、享年84。
菩提寺である心月寺（福井県福井市）は、孝景による創建である。